# Tiquadra lichenea
Tiquadra lichenea är en fjärilsart som beskrevs av Walsingham 1897. Tiquadra lichenea ingår i släktet Tiquadra och familjen äkta malar.
Artens utbredningsområde är Kongo. Inga underarter finns listade i Catalogue of Life.